# فيرفيلد بارك (بيدفوردشير)
فيرفيلد بارك (بالإنجليزية: Fairfield Park)‏ هي قرية وأبرشية مدنية تقع في المملكة المتحدة في بيدفوردشير.